# کمال ادهم
کمال ادهم (عربی: كمال أدهم؛ ۱۹۲۹ – ۱۹۹۹ ۱۹۹۹ (۶۹−۷۰ سال) کارآفرین و سیاست‌مدار اهل عربستان سعودی بود. او مدیر پیشین ریاست دستگاه اطلاعاتی عمومی بود.